# Mingəçevir
Mingəçevir, dt. Mingätschewir, wie auch deutsch und russisch Мингечаур Mingetschaur, ist mit seiner Einwohnerzahl von 106.400 (Stand: 2021) die viertgrößte Stadt Aserbaidschans. 2014 zählte sie 104.500 Einwohner. Mingəçevir gilt in seinem wirtschaftlichen Potenzial und seiner Bevölkerung als vierte Stadt des Landes und ist ein Zentrum für Energie und Industrie, Wissenschaft, Bildung und Kultur.

## Geschichte
Mingəçevir wurde 1948 an der Bahnstrecke Poti–Baku gegründet und anfangs vorwiegend durch deutsche Kriegsgefangene erbaut. In der Stadt bestand das Kriegsgefangenenlager 444 für deutsche Kriegsgefangene des Zweiten Weltkriegs. Der Kriegsgefangenenfriedhof Mingetschaur liegt an der nördlichen Peripherie der Stadt Mingəçevir in Aserbaidschan am Stausee der Kura, dem größten Stausee des Kaukasus. Hier ruhen 828 Kriegsgefangene.

## Wirtschaft
Mingəçevir ist eine reine Industriestadt, die im Wesentlichen aus Wohnplattenbauten im sowjetischen Stil besteht. Sie wird auch als Stadt der Energiearbeiter bezeichnet, da sich in ihr zwei große Kraftwerke befinden; ein Wasserkraftwerk am Mingəçevir-Stausee der Kura und ein mit Erdgas betriebenes Wärmekraftwerk.

## Verkehr
Die Stadt besitzt einen Bahnhof an der Bahnstrecke Poti–Baku.

## Kultur
In der Stadt ist der Fußballverein Kür-Nur Mingəçevir beheimatet, aserbaidschanischer Vizemeister von 2004.

## Städtepartnerschaften
- Toljatti, Russland
- Gölbaşı, Provinz Ankara, Türkei
- Polazk, Belarus